# Manuel Catalina

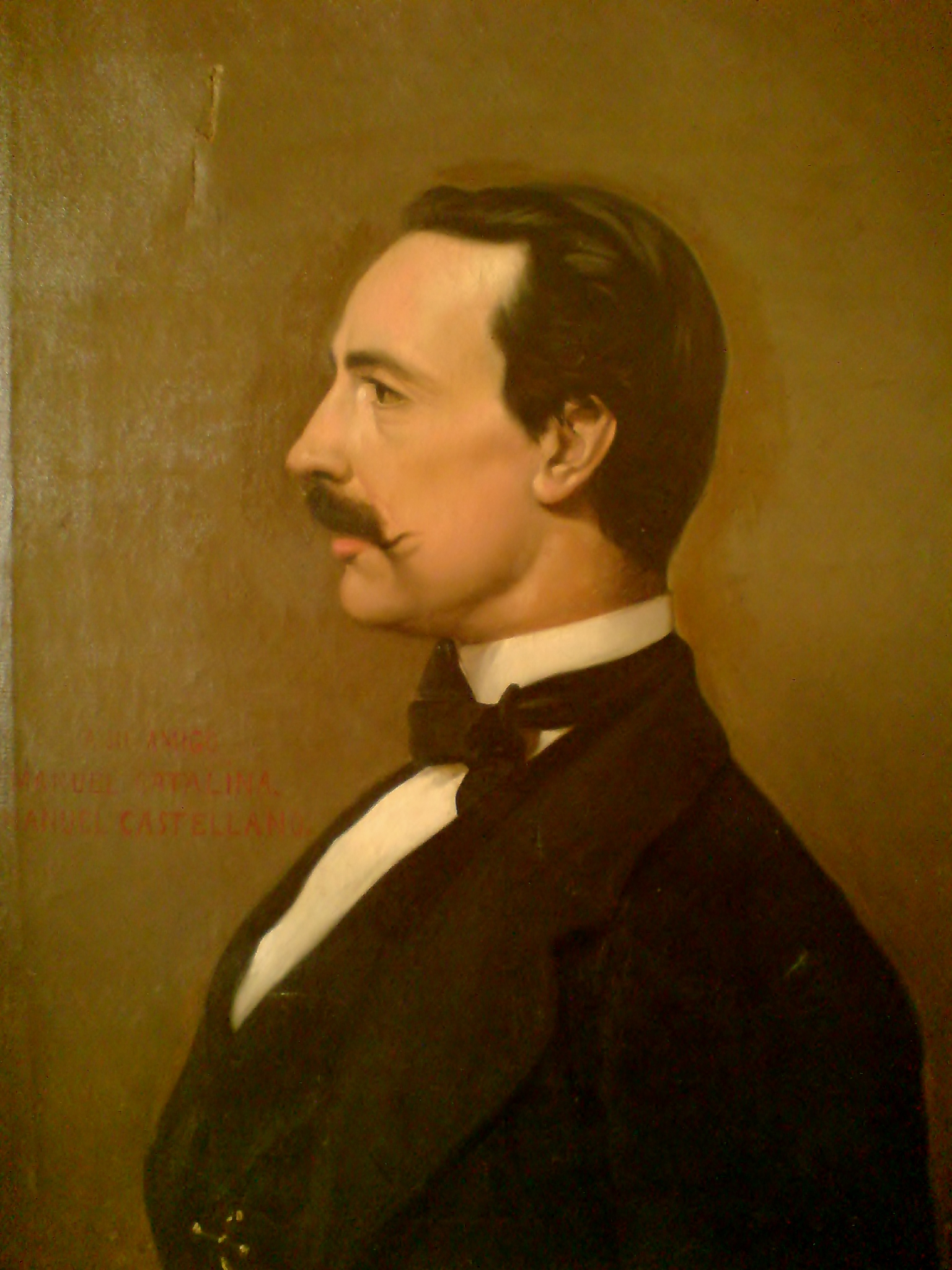
El actor Manuel Catalina, retratado por su gran amigo el pintor Manuel Castellano

Manuel Catalina y Rodríguez (Budia, 1820 — Madrid, 26 de julio de 1886) fue un actor y empresario teatral español, pariente cercano de los escritores Severo y Mariano Catalina y hermano del también actor Juan Catalina.

## Biografía
Tras abandonar sus estudios de Derecho para dedicarse de lleno al teatro, debutó sobre las tablas en el teatro del Instituto, en noviembre de 1845 con la obra Quiero ser cómico, aunque según su amigo el dramaturgo Eusebio Blasco, ya había actuado en la zarzuela El Duende.
Un año más tarde se incorpora a la Compañía del Teatro de la Cruz, donde, sucesivamente, cosecha éxitos como Don Alonso de Ercilla, El bufón del rey y La voluntad del difunto. Destacó como gran actor especializado en alta comedia. Apuesto y caballeroso, tuvo sin embargo una gran fama de mujeriego, según Blasco en Mis contemporáneos: semblanzas varias plenamente justificada.

Como artista, deja un gran vacío en la comedia de costumbres. Actores que se vistan a la antigua y digan o disparen tiradas de versos castellanos ni más ni menos que en tiempo de Calderón, todavía salen muchos en nuestra España. Actores en quienes la naturalidad, junta con la distinción, produzcan el efecto que pide la comedia moderna, tenemos muy pocos. Aquella franca y exactísima manera de hacer el conde de El Pañuelo blanco, o el alegre y travieso muchacho de El Anzuelo, era especialísima en Catalina; y la costumbre de vestirse bien fuera de la escena y de vivir siempre entre las altas clases le daba un sello personal que no puede tener, aunque le sobre talento, el cómico que viste de americana y hongo y después de pasar la tarde en el rincón del Suizo con los toreros ha de representar por la noche.
 El Hombre de mundo (Eusebio Blasco, "Catalina", en Mis contemporáneos. Semblanzas varias (1886), p. 147.)

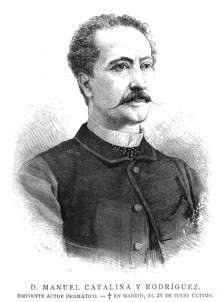
El actor Manuel Catalina (en su necrológica).

En 1848 se trasladó a Barcelona donde puso en escena El amante universal, Un cambio de mano, Cecilia, la cieguecita y El que menos corre, vuela. Recorrió España al inicio de la década de 1850 y entre 1853 y 1859 diferentes giras le llevaron a Ciudad de México, La Habana y Santiago de Cuba.
De regreso a España emprendió su actividad como empresario teatral en el Teatro Español (que fue restaurado en ese periodo) aunque continuó, no obstante, su carrera como actor, trabajando en el Teatro de la Zarzuela en 1866 y 1867. Seis años más tarde, el 23 de marzo de 1873, inauguró el Teatro Apolo.
Catalina, de ideología conservadora y muy relacionado con las personalidades más altas del partido conservador, formaba círculo con otros dramaturgos como Tomás Rodríguez Rubí, Tamayo y Baus y Aureliano Fernández-Guerra. También cultivó una especial amistad con el pintor Manuel Castellanos, "sin cuya presencia y conversación no sabía hacer nada". Falleció en 1886, tras una larga enfermedad.
Hombre culto, dejó mucha poesía inédita (incluida una traducción de los poemas de François Coppée conservada por Eusebio Blasco).